# Tony Manero
Tony Manero é um filme de drama chileno de 2008 dirigido e escrito por Pablo Larraín. Foi selecionado como representante do Chile à edição do Oscar 2009, organizada pela Academia de Artes e Ciências Cinematográficas.

## Elenco
- Alfredo Castro - Raúl Peralta
- Paola Lattus - Pauli
- Héctor Morales - Goyo
- Amparo Noguera - Cony
- Elsa Poblete - Wilma